# 연서중학교 (서울)
연서중학교(延曙中學校)는 대한민국 서울특별시 은평구 증산동에 있는 공립 중학교이다.

## 학교 연혁
- 1971년 10월 28일 : 연서중학교 설립 인가
- 1972년 3월 1일 : 초대 김학준 교장 취임
- 1972년 3월 3일 : 제1회 입학식
- 1979년 12월 14일 : 체육관 준공
- 2004년 11월 30일 : 본교 정보관 준공
- 2019년 2월 1일 : 제45회 졸업식(총졸업생수 23,069명)
- 2021년 3월 1일 : 제20대 박수봉 교장 취임
- 2022년 1월 27일 : 제48회 졸업식 111명 졸업
- 2022년 3월 2일 : 제51회 입학식 93명 입학

## 참고 자료
- 연서중학교 - 한국교육학술정보원 학교알리미